# Impala (Unternehmen)
Impala wurde 2011 von Jacques Veyrat (ehemaliger CEO der Louis Dreyfus Group) gegründet und ist ein französischer Mischkonzern mit Sitz in Paris, der überwiegend in den Geschäftsfeldern Energie, Finanzen und Industrie tätig ist. Der Konzern beschäftigt im Jahr 2024 rund 2000 Mitarbeiter.
Zur Impala-Gruppe gehören unter anderem folgende Beteiligungen:
- CPI Books, eines der größten Buchdruckunternehmen Europas[2]
- Total Direct Énergie, einer der größten Strom- und Gasversorger in Frankreich[3]
- Neoen, Unternehmen im Bereich Erneuerbare Energien, entwickelt und betreibt Wind- und Solarparks, unter anderem den Solarpark Cestas; errichtet gemeinsam mit Tesla, Inc. in Südaustralien neben einem Windpark den weltgrößten Lithium-Ionen-Akkumulator[4]
- Castleton Commodities International, Rohstoffhandelsunternehmen mit Schwerpunkt im Energiesektor
- Eiffel Investment Group[5]
- Technoplus Industries, Entwicklung und Realisation von Hochpräzisionsmechanik vor allem für die Rüstungs- und Atomindustrie
- Maison Lejaby: Unterwäsche[6]